# Kojozero
Le Kojozero ou lac de Koja (russe : Ко́жозеро) est un lac important du nord de la Russie situé dans le raïon d'Onega de l'oblast d'Arkhangelsk (bassin de l'Onega). Sa surface est de 97,4 km² pour une zone de déversement du bassin de 2 560 km² d'eau. Il se trouve à 117 m d'altitude. Au nord, un petit cours d'eau le relie au lac Vingozero, où se jette la rivière Nikodimka (Khoziouga, Koziouga). La rivière Podlomka se jette dans le lac à l'ouest, et au sud la rivière Toura. Le lac possède des petits îlots. À l'est du lac de Koja se trouve un autre lac, le lac Kourousskoïe.
La rivière Koja sort du lac de Koja au nord puis se jette dans l'Onega.

## Histoire
Autrefois le lac marquait la limite entre l'ouïezd de Poudoj et celui d'Onega.
Le petit monastère de l'Épiphanie de Kojeozero se trouve au bord du lac.